# 否定論理和
否定論理和（ひていろんりわ）とは、与えられた複数の命題の全てが偽であることを示す論理演算である。NORと表記される。矢印の「↓」を用いて"A ↓ B"とする表記方法もある。

## 性質

否定論理和（NOR）

否定論理和（NOR）は否定論理積（NAND）と同様に完全性(万能性とも)を持ち、NORのみで任意の論理関数を表現することが出来る。以下にNOT・AND・ORのNORのみによる構成を示す。
- NOT A = A NOR A
- A AND B = ( NOT A )  NOR ( NOT B ) = ( A NOR A ) NOR ( B NOR B )
- A OR B = NOT ( A NOR B ) = ( A NOR B ) NOR ( A NOR B )

### 真理値表
否定論理和の真理値表
| 命題 P | 命題 Q | P NOR Q |
| ------ | ------ | ------- |
| 真     | 真     | 偽      |
| 真     | 偽     | 偽      |
| 偽     | 真     | 偽      |
| 偽     | 偽     | 真      |